# Klaksvík Heliport
 Der er for få eller ingen kildehenvisninger i denne artikel, hvilket er et problem. Du kan hjælpe ved at angive troværdige kilder til de påstande, som fremføres i artiklen.

Klaksvik Heliport er en helikopterplads på Færøerne i byen Klaksvik , og er den næst største, og mindste lufthavn på øgruppen, efter Vágar lufthavn, som er en international flyveplads på øen Vagar.
Helikopter-flyvepladsen er trafikeret af to helikoptre:
- 1x Bell 412EP, OY-HSR.
- 1x Bell 212 Twin Two-Twelve, OY-HMB.

Den har bare ICAO-kode: EKKV.
| Portal | Portal:Færøerne |

62°13′05″N 6°34′36″V / 62.218104°N 6.576783°V